# Luigi Brigiotti

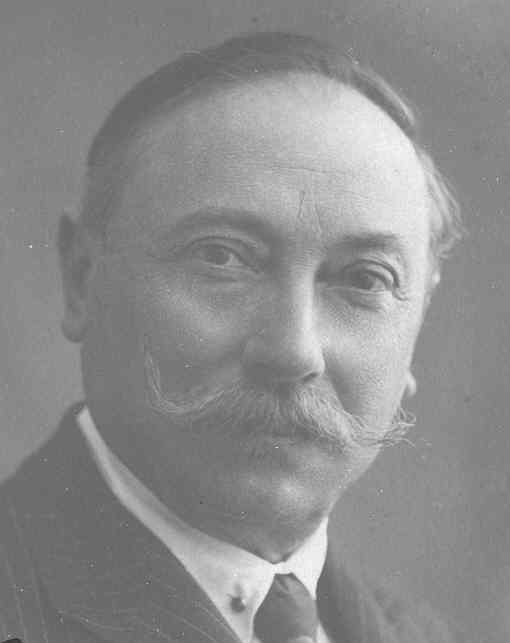
Ritratto di Luigi Brigiotti

Luigi Brigiotti (Teramo, 10 novembre 1859 – 21 aprile 1933) è stato un poeta italiano.

## Biografia
Funzionario dell'Ufficio Imposte, rimase nella sua amata Teramo, anche rinunciando a promozioni.
È da considerarsi uno dei più rappresentativi poeti dialettali teramani.
Molte sue composizioni poetiche furono pubblicate con successo sui giornali del tempo.
Collaborò tra gli altri al "Corriere abruzzese" (a partire dal 1883), alla "Rassegna Adriatica" (1900-1901), a "Terra Vergine" (1926-1927). 
Usò diversi pseudonimi tra i quali Gnore Paule, Sucagnostre, Frà Furméche. Le sue liriche dialettali sono scanzonate, intrise di allegria e comicità, ma anche serietà e sottigliezza di allusioni, nel tratteggiare caricature dei "tipi" della società provinciale di Teramo e delle amministrazioni, che nei primi del '900 pare tenessero la città in uno stato di stagnazione sociale. La figura di Gnore Paule (sor Paolo) è tratta dalla celebre statua romana detta "sor Paolo" che si trova nel quartiere di Porta Romana, usata dai cittadini in forma anonima con biglietti per esprimere ironico dissenso verso politica e padroni, alla stessa maniera del Pasquino romano. In alcune liriche di Brigiotti, Gnore Paule che è l'alterego del cittadino teramano medio, osdia del poeta, canzona politici e amministrazioni, ma anche il malcostume cittadino, rimpiangendo i tempi antichi. 
La sua notorietà si diffuse anche fuori dalla città di Teramo, a seguito di sue partecipazioni a incontri regionali di poeti a Palena (1911), a Lanciano (1912), ossia le Settembrate e le Maggiolate, cui aderirono anche Cesare De Titta, Modesto Della Porta, Luigi Illuminati, Alfredo Luciani, e infine a Roma (1912) per un saggio di letture tenuto presso la sede dell'Associazione Abruzzese Molisana.
Le sue composizioni più note sono La torre de lu Ddome (1906), Strata Facenne (1914) e La Fasciulate (1916), recitata a una cena di commercianti la sera del 17 aprile 1916, nell'ex albergo Sole, che stava in piazza della Cittadella,  oggi piazza Martiri Pennesi.
La sua raccolta maggiore è Strata Facenne, che include la maggior parte delle sue composizioni famose, che mutuò il titolo da una delle sue più note composizioni e che fu pubblicata in due diverse edizioni, l'ultima delle quali postuma.
È in corso una nuova edizione in 2 volumi degli inediti di Brigiotti, molti dei quali caricature di macchiette teramane, scritte per i giornali locali.

## Opere

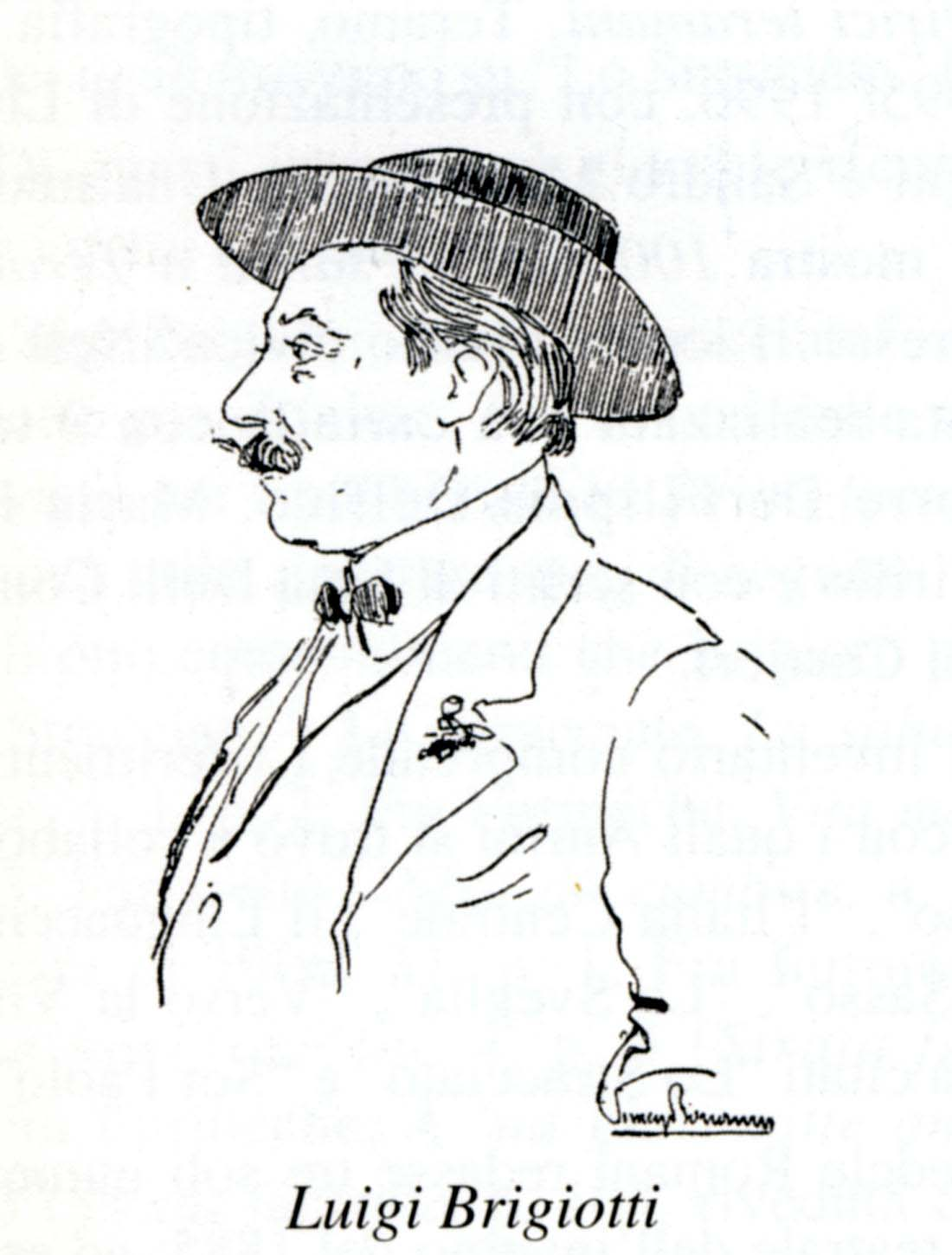
Luigi Brigiotti in una caricatura di Vincenzo Bonanni

- A lu Patr'aterne, in "Corriere abruzzese", Teramo, n. 17 del 17 febbraio del 1886;
- Nu recurdie de l'espusizione 1890. Teramo, Stab. Tip. dell'Industria, G. Fabbri, 1899;
- Ddo' virse a la terramane. Teramo, Tip. A. De Carolis, 1903;
- Na chiacchiarate de gnore Paule: 16 aprile 1904. Teramo, Tip. B. Cioschi, 1904;
- Pe li nozze de Tumasse Petrosemolo nghe Rusina Tempera, Teramo,  Tip. del Nuovo Abruzzo, 1905;
- La torre de lu Ddòme, Teramo, Tip. Commerciale B. Cioschi, 1906;
- Nu vicchie bandeste, Teramo, Tip. Commerciale B. Cioschi, 1912;
- Strata facènne..., Teramo, Prem. Tip. Editrice La Fiorita, 1914;
- Cruce e medaje: versi in dialetto teramano, Castellamare Adriatico, Tip. Economica, 1916;
- La fasciulate: dialetto teramano, Teramo, Stab. Tip. dell'Italia Centrale, 1916;
- Strata facènne, poesie in dialetto teramano, Teramo, La Fiorita, 1929;
- Strata facènne, poesie in dialetto teramano, Pescara, Editor. Trebi, 1959;
- Strata facènne e l'hìddre pueséje, edizione critica con commenti, note e traduzione italiana a fronte a cura di Elso Simone Serpentini, vol. I (1885-1915), Artemia Nova Editrice, 2022.
- Strata facènne e l'hìddre pueséje, edizione critica con commenti, note e traduzione italiana a fronte a cura di Elso Simone Serpentini, vol. II (1916-1933), Artemia Nova Editrice, 2022.